# Pterogonia nagasana
Pterogonia nagasana är en fjärilsart som beskrevs av Embrik Strand 1917. Pterogonia nagasana ingår i släktet Pterogonia och familjen trågspinnare. Inga underarter finns listade.